# Скриптовање са корисничке стране
Скриптовање са клијентске стране се односи на класу компјутерских програма на вебу који се покрећу са клијентске стране, од стране корисниковог 	претраживача веба, уместо са серверске стране (на веб серверу). Овај вид компјутерског програмирања је битан део Динамичког HTML(ДHTML) концепта, који омогућава веб страницама да буду скриптоване; тј. да имају другачије и променљиве садржаје у зависности од корисниковог уноса, услова средине (као што је тренутно време) , и других променљивих.
Скрипте са клијентске стране су често уметнуте унутар HTML или XHTML документа (по чему су познате као „уметнуте скрипте"), али оне такође могу да се налазе у другом фајлу, на који документ који их користи реферише(по чему су познате као „спољне скрипте"). По захтеву, потребни фајлови су послати на корисников рачунар од стране веб сервера на ком се налазе. Корисников претраживач веба покреће скрипту, затим показује документ, укључујући видљив излаз из скрипте. Скрипте са клијентске стране могу такође да садрже инструкције које претраживач веба мора да прати као одговор на одређене корисникове акције(као што је клик). Често ове инструкције могу да се изврше без даље комуникације са сервером.
Прегледом фајла који садржи скрипту, корисник је у могућности да види њен изворни код. Многи веб аутори делом науче како да пишу скрипте са клијентске стране тако што прегледају изворне кодове скрипти других аутора.
Супротно, скрипте са серверске стране, написане у језику као што су PHP,АСП. НЕТ,Јава,Перл,Руби, Пајтон, и Јаваскрипт са серверске стране, се покрећу на веб серверу када корисник пошаље захтев за документом. Оне производе излаз у формату разумљивом за прегледаче веба (обично HTML), који се потом шаље на рачунар корисника. Корисник не може да види изворни код скрипте, и може да не буде свестан да је скрипта извршена. Документи направљени од стране скрипти са серверске стране, могу да садрже скрипте које су са клијентске стране.
Скрипте са серверске стране захтевају да интерпретатор за њихов језик буде инсталиран на серверу, и произведе исти резултат без обзира на клијентов браузер, оперативни систем, или друге системске детаље. Скрипте са клијентске стране не захтевају додатни софтвер на серверу (што их чини популарним међу ауторима који немају административни приступ серверима), али ипак захтевају да корисников прегледач веба разуме језик у ком је писана скрипта. Због тога је и непрактично за аутора да пише скрипте у језику који није подржан од стране популарних прегледача веба.
Због безбедносних ограничења, скриптама са клијентске стране не сме да буде дозвољен приступ компјутеру корисника даље од апликације за претраживање веба.
Скриптовање са клијентске стране није по својој природи небезбедно. Корисници се ипак стимулишу да унапређују своје прегледаче веба на најновије верзије да би избегли ризик излагања свог рачунара и података новим претњама.
Новије групе прегледача веба и веб страница теже да садрже велику количину скриптовања са клијентске стране, што даље утиче на побољшани кориснички интерфејс у ком корисник нема потребу да „освежава“ веб страницу, већ уместо тога можда види анимирани ГИФ фајл који указује да је захтев послат и да ће се страница ускоро ажурирати. АЈАКС је важан додатак Јаваскрипт језику, који дозвољава веб програмерима да комуницирају са веб сервером у позадини без захтевања комплетно нове странице да се обради. Ово углавном резултује јако побољшаном корисничком доживљају.
Нажалост, могуће је да чак и језици који су подржани од стране разних прегледача веба нису имплементирани на потпуно исти начин од стране свих прегледача веба и оперативних система. Аутори се саветују да провере понашање својих скрипти са клијентске стране на разним платформама пре него што их ставе на коришћење.

##### Листа језика за скриптовање са клијентске стране
- Јаваскрипт
- Actionscript (користи се за анимирање интерактивних веб апликација за адоб флеш плејер користећи адоб флеш про)
- Дарт
- Вижуал бејсик